# Time Stand Still (singolo)
Time Stand Still è un brano dei Rush, pubblicato dall'etichetta discografica Mercury Records nel 1987 come primo singolo estratto dall'album Hold Your Fire. Il lato B del singolo contiene un altro estratto da Hold Your Fire: High Water.

## Il disco
Il singolo si posiziona alla terza posizione nelle classifiche rock di Billboard.
Time Stand Still
Il brano inizia con un tempo di 7/4, per poi passare al normale 4/4 durante le strofe. Nel ritornello canta Aimee Mann dei 'Til Tuesday, alternandosi con Geddy Lee alla voce.
Nel 2013 PopMatters ha incluso Time Stand Still al numero 8 della lista dei 10 migliori brani del gruppo, definendola il migliore momento pop dei Rush.
Il testo è costruito sul concetto del tempo che passa e degli amici e della famiglia che si stanno trascurando, con l'idea di rallentare per godere del presente, senza cadere nella nostalgia del passato.
Inclusa nella scaletta dei tour di Hold Your Fire, Presto, Roll the Bones e Counterparts, è stata ripresa nel 2010-2011 per il Time Machine Tour. Compare sui live A Show of Hands del 1989 e Time Machine 2011: Live in Cleveland del 2011. 
Per Time Stand Still è stato realizzato un video musicale diretto dal regista polacco Zbigniew Rybczyński e che vede la partecipazione, oltre che dei membri del gruppo, anche di Aimee Mann.
High Water
Nel brano Peart descrive la relazione biologica e mistica che condividiamo con l'acqua, la forza più dinamica presente in natura. Il testo in apertura contiene riferimenti al diluvio universale.
High Water non è mai stata eseguita in concerto.

## Tracce
Il singolo pubblicato per il mercato statunitense contiene le seguenti tracce:
1. Time Stand Still - 5:09 (Lee, Lifeson, Peart)
2. High Water  - 5:33 (Lee, Lifeson, Peart) (lato B)

## Formazione
Gruppo
- Geddy Lee - basso, voce, tastiere, sintetizzatori
- Alex Lifeson - chitarra elettrica e acustica
- Neil Peart - batteria e percussioni

Altri musicisti
- Aimee Mann - voce in Time Stand Still

## Cover
Time Stand Still è stata interpretata da Nelly Furtado per la colonna sonora del film canadese Score: A Hockey Musical del 2010.